# أندريس سولانو
أندريس سولانو (بالإسبانية: Andrés Felipe Solano Dávila) هو لاعب كرة قدم كولومبي في مركز ظهير ‏، ولد في 24 فبراير 1998 في سانتا مارتا في كولومبيا. لعب مع أتلتيكو مدريد ب.